# Palmiano
Palmiano é uma comuna italiana da região das Marcas, província de Ascoli Piceno, com cerca de 222 habitantes. Estende-se por uma área de 12 km², tendo uma densidade populacional de 19 hab/km². Faz fronteira com Comunanza, Force, Roccafluvione, Venarotta.

## Demografia
| Variação demográfica do município entre 1861 e 2011                               |
|                                                                                   |
| Fonte: Istituto Nazionale di Statistica (ISTAT) - Elaboração gráfica da Wikipedia |